# Федірко Ігор Валерійович
І́гор Вале́рійович Феді́рко (нар. 27 серпня 1990, м. Корсунь-Шевченківський, Україна) — український актор та режисер театру ляльок. Голова київського осередку УНІМА. Учасник та лауреат фестивалів України, Росії, Литви, Португалії. Лауреат премії «Київська пектораль» (2015, 2019 рр.).

## Життєпис
Народився 27 серпня 1990 року у місті Корсунь-Шевченківський Черкаської області. Вищу освіту здобув у Київському національному університеті театру, кіно і телебачення ім. Івана Карпенка-Карого за спеціальностями «Актор театру ляльок», «Режисер театру ляльок» (майстерня Леоніда Попова).

## Творчість

#### Акторські роботи
- «Оскар» — Оскар (Театр — Київський академічний театр ляльок) Режисер — Михайло Урицький, Художник — Ольга Філончук[3]
- «Любов Дона Перлімпліна» — Перлімплін (Театр — Київський академічний театр ляльок) Режисерка — Оксана Дмітрієва

#### Режисерські роботи
- 16 травня 2013 — «Ніка Турбіна: інформація людству» (Театр — Навчальний театр «Арлекін» КНУТКіТ ім..І. К. Карпенка-Карого кафедра мистецтва театру ляльок) Художники– Ігор Федірко, Катерина Діжевська

1. І міжнародний фестиваль театрів ляльок «Зоряний шлях» (Полтава)[4]
2. Міжнародний фестиваль театрів ляльок у м. Паневежис (Литва)
3. Міжнародний фестиваль театрів ляльок для особливого глядача у м. Чебоксари (Чуваська республіка, РФ).

- 2014 рік — «Три ведмеді» (Театр –Тульський державний театр ляльок) Художник — Микола Данько
- 25 березня 2014 року — "Іванкова сопілка " (Театр — Миколаївський академічний обласний театр ляльок) Автор — Володимир Орлов, Художник — Наталя Ягупова

1. IV Всеукраїнський фестиваль — огляд "Прем'єри сезону " (Київ)
2. V Фестиваль театрів ляльок «Мереживо казкове» (Черкаси 2019)
3. I Відкритий театральний фестиваль «Scene-Fest» (Кропивницький 2019)

- 8 лютого 2015 року — "Я люблю вас, Ромашко " (Театр — Львівський академічний обласний театр ляльок) Автор — Сергій Козлов, Художник — Ольга Філончук
- 2016 року — «Котик та півник» (Театр — Чернівецький академічний обласний театр ляльок) Автор — Сергій Єфремов, Режисери — Сергій Єфремов, Ігор Федірко, Художник — Віра Задорожня
- 23 січня 2016 року   «Гусеня» (Театр — Навчальний театр «Арлекін» КНУТКіТ ім..І. К. Карпенка-Карого кафедра мистецтва театру ляльок) Автор — Ніна Гернет, Художниця — Катерина Діжевська

- 30 вересня 2017 року — вуличний перфоманс «Легенда про Київ» (Театр — Київський академічний театр ляльок) Художниця — Наталя Ягупова

1. відкриття першого міжнародного фестивалю театрів ляльок «PuppetUP»!

- 23 грудня 2017 року — «Красуня і чудовисько» (Театр — Київський академічний театр ляльок) Автор — Юлія Шаповал за казкою Г-С. Вільньов та Ж-М. Бомон, Художник — Наталя Ягупова, Композитор — Юрій Мельничук, Хореограф — Тетяна Чичук

- 2018 рік — «Буратіно» (Театр –Миколаївський академічний обласний театр ляльок) Автор — О.Толстой, Художник — Микола Данько

- 18 липня 2018 року — «Кайдашева сім'я» (Театр — Київський академічний театр ляльок) Автор — Ігор Федірко за повістю І. Нечуя-Левицького, Художник — Микола Данько, Хореограф — Тетяна Чичук

1. Київська пектораль «За краще художнє вирішення вистави»[5]
2. ІІІ Міжнародний фестиваль  театрів ляльок «pUp.pet»

- 20 жовтня 2018 року — «Легені» (Незалежна театральна компанія — «Три'СO») Автор — Данкан Макміллан, Художник — Ігор Федірко

1. ІІІ міжнародний фестиваль театрів ляльок «ДніпроПаппетФест»[6]

- 25 лютого 2019 року — «Гусеня» (Театр –Київський академічний театр ляльок) Автор — Ніна Гернет, Тетяна Гуревич, Художник — Катерина Діжевська, Наталя Ягупова, Хореограф — Тетяна Чичук

- 13 квітня 2019 року — «Маленька Баба-Яга» (Театр –Київський академічний театр ляльок) Автор — Євген Огородній за Отфрідом Пройслером, Режисери — Євген Огородній, Ігор Федірко, Художник — Микола Данько

1. Виставу створено за підтримки Goethe-Institut. Правовласник міжнародного сценічного втілення твору — Verlag für Kindertheater Weitendorf GmbH

- 13 березня 2020 року — «Цирк» (Театр –Київський академічний театр ляльок) Автор — Генріх Сапгір, Художник — Микола Данько, Хореограф — Ганна Кийко

- 19 грудня 2020 року — «Попелюшка» (Театр –Київський академічний театр ляльок) Автор — Ігор Федірко, Художник — Микола Данько, Хореограф — Ганна Кийко, Композитор — Володимир Шікало